# Bitwa pod Manilą (1898)
Bitwa o Manilę (ang. Battle of Manila, hiszp. Batalla de Manila) – starcie zbrojne, które miało miejsce w sierpniu 1898 w trakcie wojny amerykańsko-hiszpańskiej.
Po zwycięstwie floty amerykańskiej w bitwie w Zatoce Manilskiej, okręty amerykańskie pod dowództwem admirała George’a Deweya rozpoczęły blokadę Manili od strony morza, oczekując na przybycie sił lądowych, które miały zająć stanowiska pod miastem. W rejon Manili wysłano Filipiński Korpus Ekspedycyjny (Philippine Expeditionary Force) przemianowany później na VIII Korpus, na czele którego stanął generał Wesley Merritt. Dnia 27 lipca 1898 oddziały amerykańskie dotarły drogą morską do wybrzeży Filipin, gdzie miały spotkać się ze sprzymierzonymi oddziałami filipińskimi. Stojący na czele sił filipińskich Emilio Aguinaldo dysponował oddziałem w sile 10 000 ludzi, którzy zajęli stanowiska na wschód od miasta.
Siły hiszpańskie w mieście dowodzone przez generała Fermína Jáudenesa liczyły 15 000 ludzi. Hiszpanie szczególnie obawiali się ataku Filipińczyków, wiedząc że w przypadku porażki nie zaznają z ich rąk litości. Dowódcy floty amerykańskiej udało się jednak przekonać Aguinaldo do zaniechania ataku na miasto do momentu nadejścia sił Merritta. 
Pod koniec lipca, po wylądowaniu wojsk amerykańskich na Filipinach, 2 Dywizja Amerykańska pod dowództwem generała Thomasa M. Andersona oraz 1 i 2 brygada generałów Arthura MacArthura (ojca Douglasa) i Francisa Vintona Greene dostały polecenie zdobycia miasta. W tym samym czasie Aguinaldo podwoił liczebność swoich sił pod Manilą. Amerykanie rozpoczęli kopanie okopów na południe od miasta, sprzymierzeni Filipińczycy zajęli pozycję na wschód od Manili. 
Dnia 25 lipca Hiszpanie ostrzelali pozycje Amerykanów, zajętych kopaniem rowów. W wyniku ostrzału zginęło 10 żołnierzy. Amerykanie odpowiedzieli ogniem. Przez kilka najbliższych dni trwała wymiana ognia, w wyniku której padło kolejnych kilku zabitych i rannych. Admirał Dewey powiedział wówczas generałowi Greene że: „lepiej zanotować niewielkie straty w okopach, niż stracić wielu zabitych w wyniku przedwczesnego ataku na miasto”. Stanowiska hiszpańskie w mieście miały być nadal ostrzeliwane. 
Dnia 13 sierpnia dzień po podpisaniu w Waszyngtonie układu pokojowego pomiędzy USA i Hiszpanią, brygada MacArthura rozpoczęła szturm na miasto. W tym samym czasie brygada generała Greene poruszała się wzdłuż wybrzeża na zachód od oddziałów MacArthura. Wszystko odbywało się pod ostrzałem fortu San Antonio, na który ogień przypuściły kanonierki Deweya. Ostrzał umożliwił wojskom Greene zdobycie fortu. Amerykanie weszli do opuszczonej już twierdzy a flaga Stanów Zjednoczonych zawisła nad fortem. Brygada MacArthura odczekała na zakończenie bombardowania z morza, po czym zaatakowała hiszpańskie stanowiska pod miastem. 
Do tego czasu Aguinaldo i jego ludzie nie zdawali sobie sprawy o ataku Amerykanów. Dopiero gdy usłyszano strzały żołnierzy MacArthura, Filipińczycy rzucili się do walki, dostając się pod krzyżowy ogień Amerykanów z 1 Regimentu Ochotników z Minnesoty i obrońców miasta. 
Generał Greene i jego ludzie wybiegli z fortu i po pokonaniu linii barykad wkroczyli do miasta. Od pojmanego hiszpańskiego oficera Greene dowiedział się o złej sytuacji obrońców i licząc na kapitulację przeciwnika wydał rozkaz wstrzymania ognia. W towarzystwie oficerów amerykańskich Greene udał się na rozmowy kapitulacyjne. Równocześnie generał nakazał ustawienie dział po wschodniej stronie w celu uniemożliwienia ataku Filipińczyków. 
14 sierpnia doszło do spotkania Merritta i Jáudenesa, którzy omówili warunki kapitulacji. Amerykanie zapewnili sobie całkowitą kontrolę nad miastem. Omawiano też kwestię filipińskiej obecności militarnej w Manili. Po wojnie pojawiły się spekulacje, że jedną z przyczyn poddania miasta Amerykanom, była obawa Hiszpanów przed dostaniem się w ręce żołnierzy Aguinaldo a cała bitwa została dokładnie zainscenizowana przez obie strony. Ponadto nieplanowany nagły atak Filipińczyków miał stać się powodem otwarcia ognia przez Hiszpanów i Amerykanów w kierunku wojsk Aguinaldo.   
Zdobycie Manili przyśpieszyło koniec wojny amerykańsko-hiszpańskiej na Filipinach. Dnia 16 sierpnia Merritt i Dewey otrzymali wiadomość o podpisaniu pokoju w Waszyngtonie. Walki kontynuowano jeszcze na tych obszarach Pacyfiku, gdzie wiadomość nie nadeszła – między innymi na wyspach Wake. 
Mimo zakończenia walk z Hiszpanami, na Filipinach rodził się nowy konflikt. Napięcie pomiędzy Filipińczykami a Amerykanami rosło. Filipińczycy czuli się zdradzeni. Amerykanów traktowali jako wyzwolicieli, ci jednak zamierzali stworzyć tu swoją kolonię. Konflikt narastał i wkrótce miało dojść do pierwszej bitwy pomiędzy sojusznikami.